# Trška Gora (gmina Krško)
Trška Gora – wieś w Słowenii, w gminie Krško. W 2018 roku liczyła 174 mieszkańców.